# Gorges de la Nesque

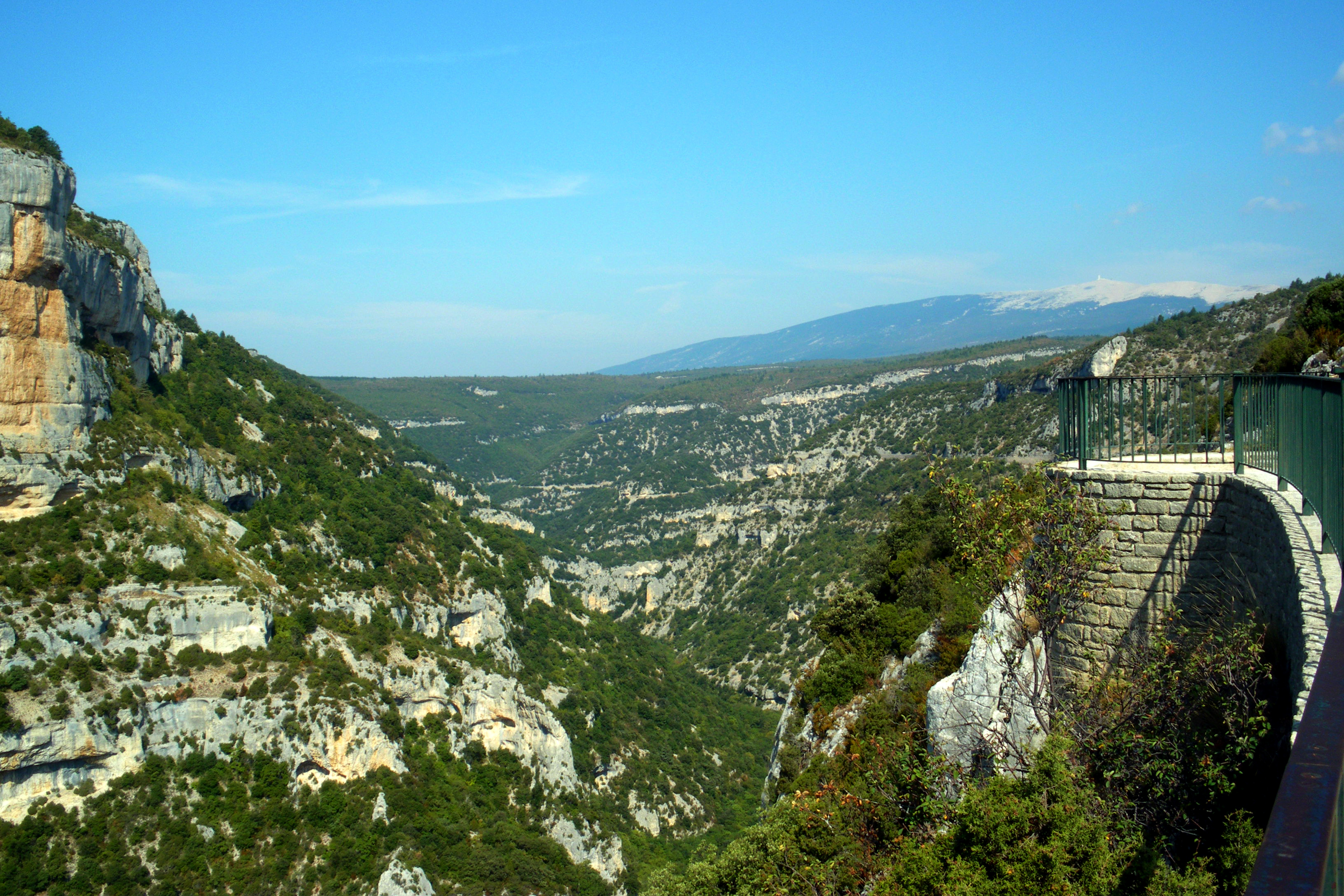
Blick vom Belvédère in die Gorges de la Nesque

Die Gorges de la Nesque sind eine bis zu 400 Meter tiefe Schlucht im südfranzösischen Département Vaucluse. Das Flüsschen Nesque (im Sommer ausgetrocknet) hat sich tief in das Kalkgestein gegraben und schlängelt sich über eine Länge von 17 km von der Ortschaft Monieux bis nach Méthamis durch eine karge Landschaft im Regionalen Naturpark Mont-Ventoux. Die Straße D 942 von Villes-sur-Auzon nach Monieux führt hoch am Hang entlang durch die unbewohnte Schlucht. Am 872 m hohen Belvédère hat man einen grandiosen Blick auf den gegenüberliegenden Felsen Rocher du Cire (872 m) und in die 300 Meter tiefer gelegene Schlucht. Die D 942 ist hier eine sehr beliebte Strecke von Radtouristen am Mont Ventoux.
In den Gorges de la Nesque hat man Überreste menschlicher Besiedlung (Objekte aus Feuerstein, Zähne und Knochen) gefunden, deren Alter auf bis zu 60.000 Jahre geschätzt wird.

## Flora und Fauna
Häufig vorkommende Bäume sind Stein- und Flaumeichen. Der Phönizische Wacholder wächst in den Felsspalten. Zu Beginn des Frühlings überzieht die Narcissus requienii das Gebiet mit kleinen leuchtend gelben Blüten. In der Nähe der Schluchtenausgänge wächst eine Schneeglöckchenart, Leucojum fabrei, die erst 1990 beschrieben wurde.
Für die südfranzösischen Kalksteinfelsen typisch sind Alpensegler, Felsenschwalbe oder die Blaumerle. Der Steinadler erreicht hier das südwestliche Ende seines alpinen Verbreitungsgebietes. Hier nisten auch der Uhu, der Schlangenadler und der Kolkrabe. Hirsche und Gämse sind neu hinzugekommen, ebenso wie das weitverbreitete Wildschwein. In Richtung Monieux gibt es ein kleines Gewässer, in dem domestizierte Stockenten leben, ebenso wilde Arten wie der Zwergtaucher, die Teichralle, der Drosselrohrsänger und die Zwergdommel, die kleinste vorkommende Reiherart.